# Vroegere Ly-dynastie
De Vroegere Ly-dynastie (Vietnamees: nhà tiền Lý, uitspraak: /tiɜn21 li35/) was een dynastie in de geschiedenis van Vietnam die regeerde van 542 tot 602, en die drie keizers telde. Twee van deze keizers hoorden ook effectief tot de Ly-familie, terwijl de derde van de familie Trieu (Triệu) was. Deze laatste wordt echter eveneens tot de Ly-dynastie gerekend, net zoals de latere Duong Tam Kha als keizer van de Ngo-dynastie wordt beschouwd. Vietnam heette in hun tijd Van Xuan (Vạn Xuân, "Tienduizend Lentes").

## Ly Nam De sticht Van Xuan

### Biografie
Ly Bi (Lý Bí, 503-548) was van Thai Binh (Thái Bình, te Long Hưng, Sơn Tây). Hij versloeg de legers van de Liang-dynastie (uit de tijd van de Noordelijke en Zuidelijke dynastieën), waarop hij de Vroegere Ly-dynastie stichtte. Hij had ook een broer genaamd Ly Thien Bao (Lý Thiên Bảo).
Ly Bi's voorouders zijn afkomstig uit China, waar ze aan het eind van de Westelijke Han-dynastie in miserie vertrokken vanwege pacificatieoorlogen. Na zeven generaties in het zuiden te hebben doorgebracht, waren ze Vietnamees geworden. Volgens de geschiedschrijving van Ly Bi kind van een notabele. Hij was niet tevreden met het beleid van de mandarijn en hij verzamelde de mensen van zijn geboortestreek in een opstand. 

### Einde van Tieu Tu
Op dat moment was Vietnam onderhorig aan de Liang-dynastie. De gouverneur van Vietnam (toen "Giao Châu") was Tieu Tu (Tiêu Tư), een lid van de keizerlijke familie. Door zijn strenge en agressieve beleid apprecieerde de bevolking hem niet. De Vietnamezen werden toen uitgebuit en ze waren dus tegen de Liang-dynastie.
Een geletterde genaamd Tinh Thieu (Tinh Thiều) ging op zeker dag naar de hoofdstad van Liangs om mandarijn te worden. De minister van binnenlandse zaken vertelde hem dat nog niemand van de familie Tinh die titel had verkregen en dat hij dus geen hoge functie kon verkrijgen. Thieu nam dit op als een belediging en hij keerde terug naar zijn geboortestreek, waar hij Ly Bi hielp bij het oprichten van een leger. Ly Bi had ondertussen een hoge post bereikt, en hij had heel wat krijgers verzameld.
Zo werd het leger van Ly Bi steeds groter. In 541 kwam gouverneur Tieu Tu erachter en hij vluchtte de provincie uit. Ly Bi nam met zijn leger de vesting van Long Bien (thành Long Biên) in.

### Verslaan van de Liang-legers en Lam Ap
Aan het eind van 542 stuurde de Chinese Liang-keizer een leger om de opstandige provincie weer in te nemen. Een van de generaals voerde de miasma's van de lente aan als excuus om de veldtocht te mogen uitstellen tot de herfst. De rest van het leger ging al naar het zuiden, waar Ly Bi ze tegemoet trad. Er werd slag geleverd en de Liang-legers werden zwaar toegetakeld en ze vielen uit elkaar. Tieu Tu ging vervolgens naar de Liang-keizer om verslag uit te brengen, en hij verklaarde dat de generaals van het leger niet meer naar het zuiden wilden gaan. Ze werden hierdoor gedwongen zelfmoord te plegen.
Enkele maanden later eigende de koning van Champa zich het district Nhat Nam (Nhật Nam) toe. Ly Bi stuurde er een leger heen, dat de tegenstand daar brak.

### Stichting van het land Van Xuan
Aan het begin van 544 kroonde Ly Bi zich, om deze overwinningen, tot Keizer van Nam Viet (Nam Việt Đế), en hij noemde het land "Vạn Xuân" of "Tienduizend Lentes", bedoelend dat het land tienduizend jaar zou blijven bestaan. Hij bouwde een paleis eveneens Van Xuan genaamd (volgens sommige bronnen waar nu de gemeente Vạn Phúc, in het district Thanh Trì, is; er is daar een meer met de naam Vạn Xuân in het moeras Vạn Phúc), waar hij hof hield. Zijn eranaam was Thien Duc (Thiên Đức) en zijn regeernaam van Ly Nam De (Lý Nam Đế).
Hij verdeelde het land in honderd provincies (quan). Zijn ministers waren Trieu Tuc (Triệu Túc), Tinh Thieu (Tinh Thiêu) en Pham Tu (Phạm Tu).
Dit was de eerste keer dat Vietnam een eigen keizer had, en de eranaam Thien Duc was bedoeld als herinnering aan de onafhankelijkheidsstrijd tegen het Chinese keizerrijk.

### Machtige vijand
Halverwege het jaar 545 benoemde de Chinese Liang-keizer een nieuwe gouverneur voor Vietnam, die Ly Nam De moest verslaan. Aanvankelijk waren de generaals wat huiverig om zo ver van huis campagne te gaan voeren, maar de bevelhebber van het leger, Chen Baxian, zei ze: "Als we niet nu handelen, zal de vijand zich kunnen versterken, en zal ons leger gedemoraliseerd worden." Uiteindelijk marcheerde het leger naar het zuiden.
Ly Nam De kwam de invallers tegemoet, maar hij werd verslagen en hij moest zich terugtrekken naar de vesting van Gia Ninh (thành Gia Ninh). Het Liang-leger omsingelde hem. In het begin van 546 viel Gia Ninh, Pham Tu en Trieu Tuc sneuvelden. Ly Nam De vluchtte naar Tan Xuong (Tân Xương), waar de Lao's (người Lạo) woonden. Daar rekruteerde hij nieuwe soldaten, zodat de kracht van het leger weer toenam.
Een halfjaar later trad hij weer naar buiten en verliet hij het land van de Lao's om zijn kamp op te slaan aan het Dien Triet-meer (hồ Điển Triệt, geschiedkundige bronnen zijn het oneens over de precieze locatie ervan). Het Liang-leger van Chen Baxian ging erheen, maar de soldaten durfden niet aan te vallen. Baxian zei ze: "Ons leger is hier al lang, maar nog steeds hebben we geen versterking. Nu zitten we diep in dit land, en als om het even welke slag slecht afloopt, welke hoop hebben we dan om te leven en huiswaarts te kunnen keren? Het zou beter zijn als we ervan profiteerden dat de vijand enkele slagen heeft verloren en dat ze nog niet helemaal verenigd zijn, de dood te riskeren om te proberen ze te verslaan. Als we ze nu laten gaan, zijn we ons gezicht kwijt!" Die avond werd het leger van Ly Nam De aangevallen en weerom werd het verslagen.
Ly Nam De trok zich terug en de balans werd opgemaakt. De keizer gaf het bevel door aan Trieu Quan Phuc.

## Trieu Viet Vuong verslaat het Liang-leger

### Da Trach Vuong
Trieu Quang Phuc hield stand tegen Chen Baxian. Maar het leger van de Chinezen was groot and Baxian was een kundig generaal.
Trieu Quan Phuc besloot dat het niet mogelijk zou zijn de vijand te verslaan op kracht. Hij trok zich dus terug naar het moeras van Da Trach (đầm Dạ Trạch), een regio met dichte begroeiing en een verhoogde plaats in, waar ze konden verblijven, omringd door drassige grond waar zowel ruiters als voetvolk het moeilijk hadden om erdoor te komen. Het was enkel mogelijk er te geraken door middel van prauwen die over het riet kunnen varen. Indien men de weg er niet kent, verdwaalt men gemakkelijk, en in het water zitten giftige slangen, zodat een misstap fataal kan zijn.
Trieu Quang Phuc kende de weg er van buiten, en hij leidde meer dan twintigduizend manschappen naar de droge grond in het moeras. Overdag verbood hij het aansteken van vuur. 's Nachts ging zijn leger in prauwen vechten tegen het leger van Baxian, en ze slaagden erin er heel wat van gevangen te nemen, en ook stalen ze voedingsmiddelen. Ze slaagden ze erin vrij lang stand te houden. Baxian deed een uitval naar het moeras, maar hij geraakte niet ver. Quang Phuc kreeg de bijnaam "Da Trach Vuong" (Dạ Trạch Vương, "Koning van het Da Trach-moeras").
Een oudere broer van Ly Nam De, genaamd Ly Thien Bao (Lý Thiên Bảo) bracht, samen met een generaal van de familie genaamd Ly Phat Tu (Lý Phật Tử), dertigduizend manschappen naar Cuu Chan (Cửu Chân). Chen Baxian ging erachteraan om ze te bevechten, en Thien Bao werd verslagen.

### Trieu Viet Vuong en Dao Lang Vuong
In 548, toen hij hoorde van de dood van Ly Nam De, kroonde Trieu Quang Phuc zich tot keizer Trieu Viet Vuong. Chen Baxian probeerde verder hem te verslaan, maar dit lukte hem niet.
Ly Thien Bao vond dat de plaats Da Nang (Đã Năng) aan de bron van de Dao Giang (Đào Gian), een vlak en vruchtbaar gebied, ideaal was om zich te installeren. Hij bouwde er een vesting om te wonen en hij werd door zijn volgelingen gekroond tot keizer Dao Lang Vuong.
In het begin van 550 werd Chen Baxian gepromoveerd binnen het leger van de Liang-dynastie. Hij wist zich nu lang genoeg tegen Trieu Viet Vuong te handhaven, en het Vietnamese leger werd zodanig afgemat dat het kon worden afgemaakt. Ondertussen was in China de Hou Jing-rebellie uitgebroken en Baxian werd teruggeroepen. (Hij zou deze opstand onderdrukken en zich vervolgens de troon van China toe-eigenen, wat het begin is van de Chen-dynastie.) Hij liet zijn rechterhand Duong San (Vietnamees: Dương Sàn) in zijn plaats aan de leiding van het leger.
Trieu Viet Vuong profiteerde ervan dat zijn tegenstanders nu een minder kundige leider hadden om toe te slaan. San leidde het leger in de verdediging, maar werd verslagen en gedood. Het Liang-leger werd uiteengeslagen en vluchtte terug naar het noorden. Trieu Viet Vuong greep de macht in Van Xuong en hij installeerde het hof in de vesting van Long Bien (thành Long Biên).
Vietnamese legenden vertellen hoe Trieu Quang Phuc samenwerkte met geesten en dergelijke om zo het moeras en de wereld zelf tegen zijn vijanden te keren. Dit toont aan dat Trieu Quan Phuc het bijgeloof van zijn soldaten aanwendde als middel om ze meer moed en vertrouwen te geven. Deze techniek komt ook voor in andere volkslegendes.

## Ly Phat Tu steelt het land en verliest het

### Tweedeling
Trieu Viet Vuong was keizer in Long Bien, Ly Thien Bao was keizer Dao Lang Vuong in Đà Nẵng. In 555 stierf Thien Bao zonder opvolgers, en zijn onderdanen wezen zijn neef Ly Phat Tu aan als opvolger.
In 557 leidde Ly Phat Tu zijn leger naar het oosten om Trieu Viet Vuong te bevechten. Er werd vijfmaal slag geleverd zonder duidelijke winnaar, al is het leger van Phat Tu zwakker. Phat Tu besluit dat hij dit niet kan winnen, en hij vraagt om onderhandelingen. Trieu Viet Vuong bedenkt dat Phat Tu familie is van wijlen Ly Nam De en hij heeft dus geen zin de man te bevechten. Het land wordt dan in twee gedeeld en Phat Tu krijgt alles ten westen van de Quan Than-velden (bãi Quân Thần).

### Học kế Triệu Đà
Ly Phat Tu had een zoon genaamd Nha Lang (Nhã Lang), die de hand vroeg van Trieu Viet Vuongs dochter Cao Nuong (Cảo Nương). Viet Vuong ging hiermee akkoord en het huwelijk werd besloten. Het koppel bleef wonen bij Viet Vuong.
Nadat Nha Long alle geheimen van de verdediging van Trieu Viet Vuong had doorgrond, speelde hij die door aan Ly Phat Tu. Deze leidde dan zijn leger in een verrassingsaanval tegen Viet Vuong. Viet Vuong wist er echter van, en hij wist dat hij niet kon winnen. Hij nam zijn dochter mee op de vlucht naar het zuiden, op zoek naar een plaats om zijn sporen uit te wissen, maar het leger van Phat Tu zat hem te dicht op de hielen. Viet Vuong vluchtte te paard naar de haven van Dai Nha (cửa biển Đại Nha, nu te Đại An). Daar werd hem de weg echter afgesneden, en hij riep: "Ik ben aan het eind van mijn weg!" waarop hij zelfmoord pleegde door in zee te springen. Later zou op die plaats een tempel te zijner ere worden gebouwd.
Ly Phat Tu werd keizer van het hele land, en hij hield hof te Phong Chau (Phong Châu). Hij nam zoals Ly Bi voor hem de naam Ly Nam De (Lý Nam Dế) aan, zodat hij Ly Nam De de latere (Hậu Lý Nam Đế) wordt genoemd, om een verschil te maken.

### Nog niet verslagen en al overgegeven
Geschiedkundige bronnen behandelen de politiek van Trieu Viet Vuong en Ly Nam De de latere niet.
In China versloeg de Sui- de Chen-dynastie en ze herenigden het land in 589. De Sui-keizer stuurde een ambassadeur naar Ly Phat Tu, maar Phat Tu deed alsof zijn neus bloedde. In 602 wilde keizer Sui Wendi Van Xuan veroveren. De eerste minister stelde een gouverneur voor. De keizer volgde zijn raad op en de man in kwestie marcheerde naar Vietnam. Zijn leiding stond bekend als streng, en gevangen werden zonder uitzonderingen gedood.
Toen Ly Nam De de latere het nieuws van het oprukkende leger hoorde, stuurde hij zijn zoon Ly Dai Quyen (Lý Đại Quyền) naar de vesting van Long Bien (thành Long Biên), Ly Pho Dinh (Lý Phổ Đỉnh) kreeg de vesting van O Dien (thành Ô Điênh) onder zijn gezag, terwijl Ly Phat Tu zelf in Phong Chau bleef.
Het Sui-leger ontmoette het leger van de Ly's bij de Do Long-berg (núi Đô Long), en de Chinezen annihileerden het compleet. Vervolgens marcheerden ze naar het kamp van Ly Phat Tu. Deze had schrik en hij gaf zich over. Hij werd gevangengenomen, naar het noorden gebracht en gedood. Later zou voor hem een tempel worden gebouwd niet ver van die voor Trieu Viet Vuong.
Zo kwam er een eind aan de zes decennia van de Ly-dynastie en van het land Van Xuan.